# Ľubomír Moravčík
Ľubomír Moravčík (Nyitra, 1965. június 22. –) csehszlovák és szlovák válogatott szlovák labdarúgó, középpályás.
A csehszlovák válogatott tagjaként részt vett az 1990-es világbajnokságon.

## Statisztika
| Csehszlovák válogatott | Csehszlovák válogatott | Csehszlovák válogatott |
| Időszak                | Mérk.                  | gól                    |
| ---------------------- | ---------------------- | ---------------------- |
| 1987                   | 1                      | 0                      |
| 1988                   | 3                      | 0                      |
| 1989                   | 8                      | 1                      |
| 1990                   | 12                     | 1                      |
| 1991                   | 6                      | 2                      |
| 1992                   | 6                      | 1                      |
| 1993                   | 6                      | 1                      |
| Összesen               | 42                     | 6                      |
| Szlovák válogatott     |                        |                        |
| Időszak                | Mérk.                  | gól                    |
| 1994                   | 6                      | 2                      |
| 1995                   | 8                      | 0                      |
| 1996                   | 5                      | 1                      |
| 1997                   | 3                      | 0                      |
| 1998                   | 10                     | 3                      |
| 1999                   | 0                      | 0                      |
| 2000                   | 6                      | 0                      |
| Összesen               | 38                     | 6                      |